# Ferdinand Lepez
Ferdinand Lepez, né le 8 juillet 1850 à Hérin (Nord) et mort le 21 décembre 1936 à Raismes (Nord), est un homme politique français.

## Biographie
Journaliste, propriétaire et rédacteur en chef du quotidien "L'impartial" à Valenciennes, il est maire de Raismes en 1884, conseiller d'arrondissement en 1886 et député de la 2e circonscription de Valenciennes de 1893 à 1906, inscrit au groupe Radical-socialiste.

## Distinctions
- Chevalier de la Légion d'honneur par décret du 23 septembre 1924[1].

## Sources
- Ressources relatives à la vie publique :   - base Léonore
  - Base Sycomore